# Alcarràs (kommun)
Alcarràs är en kommun i Spanien.   Den ligger i provinsen Província de Lleida och regionen Katalonien, i den östra delen av landet, 400 km öster om huvudstaden Madrid. Antalet invånare är 8 755. Arean är 114 kvadratkilometer. Alcarràs gränsar till Gimenells i el Pla de la Font, Lleida, Torres de Segre, Zaidín, Soses, Sudanell och Fraga. 
Terrängen i Alcarràs är lite kuperad.